# Кубилай хан
Кубилай хан или Кублай хан (на монголски: ᠬᠦᠪᠢᠯᠠᠢ, Хубилай хаан; на китайски: 忽必烈汗, Хубилие хан; * 1215, † 1294), е петият и последен велик хан (хаган) на Монголската империя (1260 – 1294). През 1271 г. основава китайската императорска династия Юен, управляваща Китай до 1368 г. Кубилай е четвъртият син на Толуй хан (вторият му син от Сорхагтани беки) и внук на Чингис хан. Той наследява по-стария си брат Мунке като хаган през 1260 г., но трябва да победи по-младия си брат Арик Боке в Толуйската гражданска война, която продължава до 1264 г. Този епизод поставя началото на разединението на империята. Реалната власт на Кубилай е ограничена до Китай и Монголия, макар че като хаган той все още има влияние в Илханата и, в по-малка степен, в Златната орда.
През 1271 г. Кубилай основава династия Юен, която управлява днешните Монголия, Китай, Корея и някои съседни области, и приема титлата китайски император. До 1279 г. силите на Юен преодоляват и последната съпротива на южната династия Сун и Кубилай става първият император некитаец, който завладява цял Китай. Той също е единственият монголски хан след 1260 г., който завладява нови територии. Монголската империя достига своето най-голямо териториално разширение при управлението на Кубилай хан. Ако се приеме Монголската империя по негово време като едно цяло, то царството му достига от Тихия океан до Черно море и от Сибир до днешен Афганистан – една пета от населената земна повърхност.
Летният дворец на Кубилай хан в Шанду е предметът на стихотворението на Самюел Тейлър Колридж от 1797 г. „Хан Кубилай“. Това стихотворение и по-ранната книга Пътешествията на Марко Поло, вдъхновила стихотворението, правят Кубилай и постиженията му по-широко познати и днес Кубилай е добре известна историческа фигура.

## Ранни години
Кубилай е четвъртият син на Толуй и негов втори син със Сохаргтани беки. Както дядо му Чингис хан съветва, Сохаргтани избира тангутка будистка за дойка на сина си, която Кубилай по-късно високо почита. На път за дома след завладяването на Хорезъм, Чингис хан извършва церемония над внуците си Мунке и Кубилай след техния първи лов през 1224 г. близо до река Или. Кубилай е на девет години и с по-възрастния си брат убива заек и антилопа. Дядо му намазва мазнина от убитите животни на средния пръст на Кубилай според монголската традиция.
След Монголско-джинската война през 1236 г. Угедей дава провинция Хъбей (с 80 000 домакинства) на семейството на Толуй, който умира през 1232 г. Кубилай получава собствено имение, което включва 10 000 домакинства. Понеже е неопитен, Кубилай дава свобода на местните управници. Корупция сред служителите му и агресивно данъчно облагане кара много китайски селяни да бягат, което води до спад на данъчните приходи. Кублай бързо идва във владението си в Хъбей и заповядва реформи. Сохаргтани му изпраща нови служители, които да му помогнат, и данъчните закони са ревизирани. Благодарение на тези усилия много от хората, които са избягали, се връщат.
Най-изразеният и най-влиятелен компонент на ранния живот на Кублай е силният му интерес към съвременната китайска култура. Кубилай кани Хайюн, водещия будистки монах в Северен Китай, в своя дворец в Монголия. Когато среща Хайюн в Каракорум през 1242 г., Кубилай го пита за философията на будизма. Хайюн кръщава синът на Кубилай, който е роден през 1243 г., Женджин (Истинско злато). Хайюн също представя на Кубилай бившия даоистки и сегашен будистки монах Лиу Бингжонг. Лиу е художник, калиграф, поет и математик, който става съветник на Кубилай, когато Хайюн се връща в храма си в съвременен Пекин. Кубилай скоро добавя учения от Шанси Жао Би към антуража си. Кубилай наема хора и от други националности, тъй като желае да балансира местните и имперските интереси, монголци, китайци и тюрки.

## Победа в Северен Китай
През 1251 г. най-старият брат на Кубилай Мунке става хаган на Монголската империя и хорезмецът Махмуд Ялавач и Кубилай са изпратени в Китай. Кубилай става вицекрал на Северен Китай и премества своето ордо в централна Вътрешна Монголия. През годините си като вицекрал Кубилай управлява територията си добре, повишава земеделското производство на провинция Хънан и увеличава разходите за обществено благополучие след като получава Сиан. Тези дела са приветствани от китайските местни господари и са съществени за създаването на династия Юен. През 1252 г. Кубилай критикува Махмуд Ялавач, който никога не става високо ценен от китайските си колеги за нехайното екзекутиране на заподозрени по време на преглед на правораздаването и Жао Би го напада за самонадеяното му отношение към трона. Мунке уволнява Махмуд Ялавач, на което се противопоставят китайски обучени в конфуцианството служители.
През 1253 г. на Кубилай е заповядано да нападне Юнан и той иска от кралство Дали да се подчини. Управляващото семейство Гао отказва и убива монголските пратеници. Монголците разделят силите си на три. Едно крило отива на изток в басейна Съчуан. Втората колона под командването на сина на Субетей Урянхадай поема по труден път през планините на западен Съчуан. Кубилай отива на юг през пасищата и се съединява с първата колона. Докато Урянхадай пътува покрай езерото от север, Кубилай превзема столицата Дали и пощадява жителите ѝ, въпреки убиването на неговите посланици. Дуан Сънгжи, последният крал на Дали, е назначен от Мунке хан за първи местен управител. Дуан приема назначаването на комисар по умиротворяването там. След заминаването на Кубилай сред някои фракции избухват размирици. През 1255 и 1256 г. Дуан Сънгжи се представя в двора, където предоставя карти и съвети за покоряване на племената, които още не са се предали. След това той повежда значителна армия, която да служи като пътеводители и авангард на монголската армия. До края на 1256 г. Урянхадай напълно е умиротворил Юнан.
Кубилай е привлечен от лечителските способности на тибетски монаси. През 1253 г. той прави Дрогон Чогял Пхагпа, от ордена сакя, член на антуража си. Пхагпа дава на Кубилай и съпругата му Чаби тантрическа будистка инициация. Кубилай назначава уйгура Лиан Сисян (1231 – 1280) за глава на неговата комисия по умиротворяването през 1254 г. Някои служители, които завиждат на успеха на Кубилай, казват, че той се домогва прекалено високо и мечтае за собствена империя в съперничество със столицата на Мунке Каракорум. Великият хан Мунке изпраща двама данъчни инспектори, Аламдар (близък приятел на Арик Боке и губернатор на Северен Китай) и Лиу Тайпинг, за да ревизират служителите на Кубилай през 1257 г. Те установяват нередности, изброяват 142 нарушения на разпоредби, обвиняват китайски служители и екзекутират някои от тях, и новата комисия по умиротворяване на Кубилай е разпусната. Кублай изпраща посланичество от двама души със съпругите му и след това апелира лично пред Мунке, който публично прощава на по-младия си брат и се помирява с него.
Даоистите придобили богатството и статута си като заграбили будистки храмове. Мунке неколкократно изисква даоистите да прекратят хуленето на будизма и нарежда на Кубилай да спре духовническата борба между даоисти и будисти в неговата територия. Кубилай свиква конференция на даоистки и будистки лидери в началото на 1258 г. На конференцията даоистките искания и тези са отхвърлени и опровергани, и Кубилай насилствено предава 237 даоистки храма на будизма и унищожава всички копия на даоистки текстове. Кубилай хан и династия Юен ясно предпочитат будизма, докато неговите сродници в Чагатайското ханство, Златната орда и Илханата по-късно приемат исляма – Берке от Златната орда е единственият мюсюлманин от епохата на Кубилай (неговият наследник не приема исляма).
През 1258 г. Мунке дава на Кубилай командването на Източната армия и го призовава да помогне на нападението срещу Съчуан. Понеже страдал от подагра, на Кублай е позволено да остане у дома, но той тръгва да помогне на Мунке въпреки това. Преди Кубилай да пристигне през 1259 г. пристига новината, че Мунке е умрял. Кубилай решава да запази смъртта на брат си в тайна и продължава нападението на Ухан до река Яндзъ. Докато армията на Кубилай обсажда окръг Учанг, Урянхадай се присъединява към него. Министърът от династия Сун Джиа Сидао тайно се обръща към Кубилай с условия за мир. Той предлага годишен данък от 200 000 тели сребро и 200 000 топа коприна в замяна на приемане от монголците на р. Яндзъ за граница между двете държави. Кубилай първоначално отказва, но впоследствие постига мирно споразумение с Джиа Сидао.

## Възкачване на престола и гражданска война
Когато брат му Мунке хан умира през 1259 г. Кубилай продължава нападението си срещу Ухан, Кубилай получава послание от съпругата си, че брат му Арик Боке е набирал войници и затова той се връща на север в монголските равнини. Преди да стигне Монголия научава, че Арик Боке е държал курултай (монголски велик съвет) в столицата Каракорум, който го е провъзгласил за велик хан с поддръжката на повечето от потомците на Чингис хан. Кубилай и четвъртият брат Хулегу се противопоставят на това. Китайските служители на Кубилай го насърчават да се възкачи на престола и почти всички принцове в Северен Китай и Манчурия подкрепят кандидатурата му. При връщането си в собствените му територии, Кубилай свиква собствен курултай. Ханското семейство поддържат претенцията на Кубилай за титлата, макар малък брой присъстващи да включва представители на всичките линии на Борджигин, освен линията на Джучи. Този курултай провъзгласява Кубилай за велик хан на 15 април 1260 г. в лятната му столица Шанду, въпреки наглед легалната претенция на Арик Боке.
Това води до война между Кубилай и Арик Боке, която води до разрушаването на монголската столица Каракорум. В Шанси и Съчуан армията на Мунке подкрепя Арик Боке. Кубилай изпраща Лиан Сисян в Шанси и Съчуан, където той екзекутира гражданския администратор на Арик Боке Лиу Тайпинг и спечелва няколко колебаещи се генерали. За да осигури южния фронт с династия Сун, Кубилай опитва дипломатическо решение и изпраща пратеници в Ханджоу, но Джиа нарушава обещанието си и ги арестува. Кубалай изпраща Абишка като нов хан на Чагатайското ханство. Арик Боке пленява Абишка, двама други принцове и 100 мъже и коронова собствения си човек, Алгу, като чагатайски хан. В първото сражение между Арик Боке и Кубилай, Арик Боке губи и командира му Аламдар е убит в битката. В отмъщение Арик Боке екзекутира Абишка. Кубилай отрязва доставките на храна на Каракорум с подкрепата на братовчед си Кадан, син на Угедей хан. Каракорум бързо пада пред голямата армия на Кубилай, но след заминаването му временно е превзет от Арик Боке през 1261 г. Губернаторът на гр. Ижу (в провинция Гуанси) Ли Тан въстава сещу монголското управление през февруари 1262 г. и Кубилай нарежда на канцлера си Ши Тянзе и на Ши Шу да нападнат Ли Тан. Двете армии смазват въстанието на Ли Тан само за няколко месеца и Ли Тан е екзекутиран. Те също екзекутират Уанг Уентонг, тъстът на Ли Тан, който бил назначен за главен администратор на Жонгшушенг (Отдел на централното управление) рано в царуването на Кубилай и станал един от най-доверените му китайски служители. Инцидентът насажда у Кубилай недоверие към етническите китайци. След като става император Кубилай забранява даването на титли и феоди на китайски пълководци.
Чагатайският хан Алгу, който е назначен от Арик Боке, обявява верността си към Кубилай и побеждава наказателна експедиция, изпратена от Арик Боке през 1262 г. Илханът Хулегу също застава на страната на Кубилай и критикува Арик Боке. Арик Боке се предава на Кубилай в Шанду на 21 август 1264 г. Управителите на западните ханства признават победата и управлението на Кубилай в Монголия. Когато Кубилай ги свиква на нов курултай, Алгу хан иска признаване на нелегалната му позиция в замяна. Въпреки напрежение между тях и Хулегу и Берке, хан на Златната орда, първоначално приемат поканата на Кубилай. Те обаче скоро отказват да присъстват на курултая. Кубилай помилва Арик Боке, но екзекутира основните му поддръжници.

## Управление
Монголската империя бива разделена на четири ханства, всяко управлявано от отделен хан под опеката на Великия хан. Ханството Кипчак (известно като Златна орда) управлява Западна Русия, Илханатът управлява Близкия изток, Чагатайското ханство, носещо името на Чагатай хан, управлява Централна Азия, а Великото ханство управлява Монголия и впоследствие цял Китай.
Кубилай управлява по-добре от предшествениците си, спомагайки за икономически растеж чрез възстановяването на Великия канал, ремонта на обществени сгради и удължаването на пътищата. Той иска от инженера Гуо да се заеме със строителството на канали между Канбалик (дн. Пекин) и р. Хуанхъ (Жълтата река). Гуо открива извора Байфу в планината Шеншан и го свързва с Канбалик посредством канал дълъг 30 км. Той построява нови канали с шлюзове, които да контролират равнището на водата. През 1264 г. Кубилай го изпраща в провинция Гансу, където работи за възстановяването на системата за напояване, частично разрушена по време на монголското нашествие. Кубилай въвежда в употреба хартиени пари, но впоследствие липсата на финансова дисциплина и инфлацията водят да икономически срив. Той подкрепя китайските изкуства и показва религиозна толерантност към всички религии, с изключение на даоизма. Империята му е посетена от няколко европейци, сред които венецианеца Марко Поло, който среща хана в лятната му столица Шанду и постъпва на служба при него.
През 1271 г. Кубилай официално провъзгласява създаването на династия Юен и обявява Канбалик за столица. Като китайски император Кубилай се стреми да намали влиянието на местните господари, които имат огромна власт по време на династията Сун. Недоверието му към етническите китайци хан го кара да наема повече служители от други етнически групи. За да обедини Китай, Кубилай започва масивна офанзива срещу Сун през 1274 г., успешно завършена през 1279 г., присъединявайки Южен Китай. Така е достигнато най-голямото териториално разширение на Монголската империя.

### Нападения срещу Япония и Виетнам
Кубилай покорил Корея. Под натиск от монголски съветници Кубилай се опитва да завземе Япония, Бирма, Виетнам и Ява. Разходите за тези неуспешни походи водят до увеличаване на инфлацията и до недоволство сред местното китайско население срещу монголите, които не плащат данъци. Кубилай обаче подчинява бунтовниците на североизток и на северозапад, осигурявайки по този начин стабилност в тези райони.
Кубилай се опитва на два пъти да завладее Япония в търсене на злато, но и двата пъти флотата му е потопена от бурното време (тайфун, наречен от японците камикадзе). Първият опит е през 1274 г. с над 900 кораба. Вторият опит е през 1281 г. с флот от 1170 военни джонки, всяка – дълга 72 метра. Походите са лошо организирани, като корейската флота изпреварва китайската. До бой почти не се стига, като японските самураи отблъскват слабите опити на войската на Кубилай, съставена предимно от китайци и корейци, да дебаркира.
През 1257, 1284 и 1287 г. армиите на Кубилай нападнат Виетнам и разграбват столицата Танг Лонг (дн. Ханой), но виетнамците очаквали нападенията и евакуирали града предварително. Климатът, болестите, недостигът на провизии и виетнамската тактика на изгорената земя провалят първите две нападения. Третото нападение с армия от 300 000 войници и голяма флота е отблъснато от войските на виетнамския генерал Чан Хънг Дао. Използвайки тактиката на Нго Куйен за отблъскването на китайски войски през 938 г., виетнамците забиват метални прътове на дъното на р. Бач Данг и тогава малка виетнамска флотилия примамва монголската флота да навлезе в реката точно когато започвал отливът. Монголската флота от 400 кораба е потопена, пленена или изгорена от виетнамските огнени стрели. Монголската армия отстъпва, тормозена по пътя от войската на Чан Хънг Дао.

## Късни години
В късните си години Кубилай се разболява от подагра. Освен това, той напълнява поради обичта си към яденето на животински органи и други деликатеси. Склонността му към преяждане може да е причинена от смъртта на съпругата и избрания му наследник. Кубилай хан умира през 1294 г.

## В литературата
Името на Кубилай хан е популяризирано на Запад от английския поет Самюъл Колридж, който написва през 1797 г. (публ. 1816 г.) своето недовършено стихотворение Kubla Khan, вдъхновено от книгата на Марко Поло за двореца на Кубилай хан в Шанду и неговия престой в Монголия и Китай.